# Hormetica brunneri
Hormetica brunneri är en kackerlacksart som beskrevs av Henri Saussure och Leo Zehntner 1895. Hormetica brunneri ingår i släktet Hormetica och familjen jättekackerlackor. Inga underarter finns listade i Catalogue of Life.